# Scinax flavidus
Scinax flavidus är en groddjursart som beskrevs av La Marca 2004. Scinax flavidus ingår i släktet Scinax och familjen lövgrodor. IUCN kategoriserar arten globalt som livskraftig. Inga underarter finns listade i Catalogue of Life.